# ボーイフレンド (山田デイジーの漫画)
『ボーイフレンド』は、山田デイジーによる日本の少女漫画。『なかよし』（講談社）において、2009年4月号から2010年2月号まで連載された。単行本は同社の講談社コミックスなかよしより全3巻。

## あらすじ
主人公、橘聖姫は何らかの事情で学校に転校してきた。そこの桜の木の下で宝来空木と出会う。空木はその時少しほほ笑むが、また聖姫と再会した時は再びいつもの無表情に戻ってしまう。嫌だと思いつつも、次第に空木に惹かれていく。

## 登場人物
橘 聖姫（たちばな ひじき）
主人公。藤森中学校2年2組。身長150cm、体重37kg。誕生日は10月14日。特技は折り紙を折ること。
常にハートのネックレス（本人曰く、お守りみたいなもの）を付けているが、それは薬入れである。2年生になる新学期に丸山市から転校してきた。本人は、転校の理由を父親の転勤と言っているが、空木（後述）の発言より嘘である可能性がある。学校にはバスで通っている。
「ひじき」という変わった名前ゆえに、転校当初から「わかめ」や「もずく」等と間違えられている。高校は福祉か保育系の学校に行きたいと考えている。細かな家族構成はおばあちゃんと2人。6人とは、嘘。
薬を服用している。それは、前の学校でいじめにあっていた子をかばい、自分も巻き込まれいじめにあうようになった。その時から、周りの目が怖くなり発作を起こすようになった。
宝来 空木（ほうらい うつぎ）
2年2組。身長172cm、体重58kg。誕生日は4月16日。
聖姫が転校初日に初めて会ったクラスメート。無口だが、聖姫を何かと気にかけている様子で、数学が分からない聖姫に教えるなどしている。先生もびびるほどの天才少年で、それゆえに授業を真面目に受けない。だが、聖姫に対しては、優しく接し、:聖姫のいじめが復活しそうになったときには助けることも。
和久井 優（わくい ゆう）
2年2組。聖姫のクラスメート。聖姫のことを「もずくちゃん」と呼ぶ。転校初日の聖姫に学校案内をすると申し出た人物。クラスの人気者で、モテ男子。
相川 絵梨（あいかわ えり）
2年2組。聖姫の友達。頭の左上で髪の毛を一つに結んでいる女の子。転校当初から聖姫に話しかけるなど、その後も一緒にいる描写がある。聖姫のことを当初は「橘さん」と呼んでいたが、今は「ひじき」と呼んでいる。優のことが好き。
佐野 菜々子（さの ななこ）
2年2組。聖姫の友達。制服の上にフード付きのパーカーを着ている女の子。雨の日だけだが、聖姫同様バスで通学している。聖姫やえり、優と一緒に行動している描写がある。田中くんという人が好き。

## 書誌情報
- 山田デイジー 『ボーイフレンド』 講談社〈講談社コミックスなかよし〉、全3巻
  1. 2009年7月17日発売[1]、ISBN 978-4-06-364229-2
  2. 2009年12月4日発売[1]、ISBN 978-4-06-364242-1
  3. 2010年4月6日発売[1]、ISBN 978-4-06-364259-9